# Вагові категорії в боксі

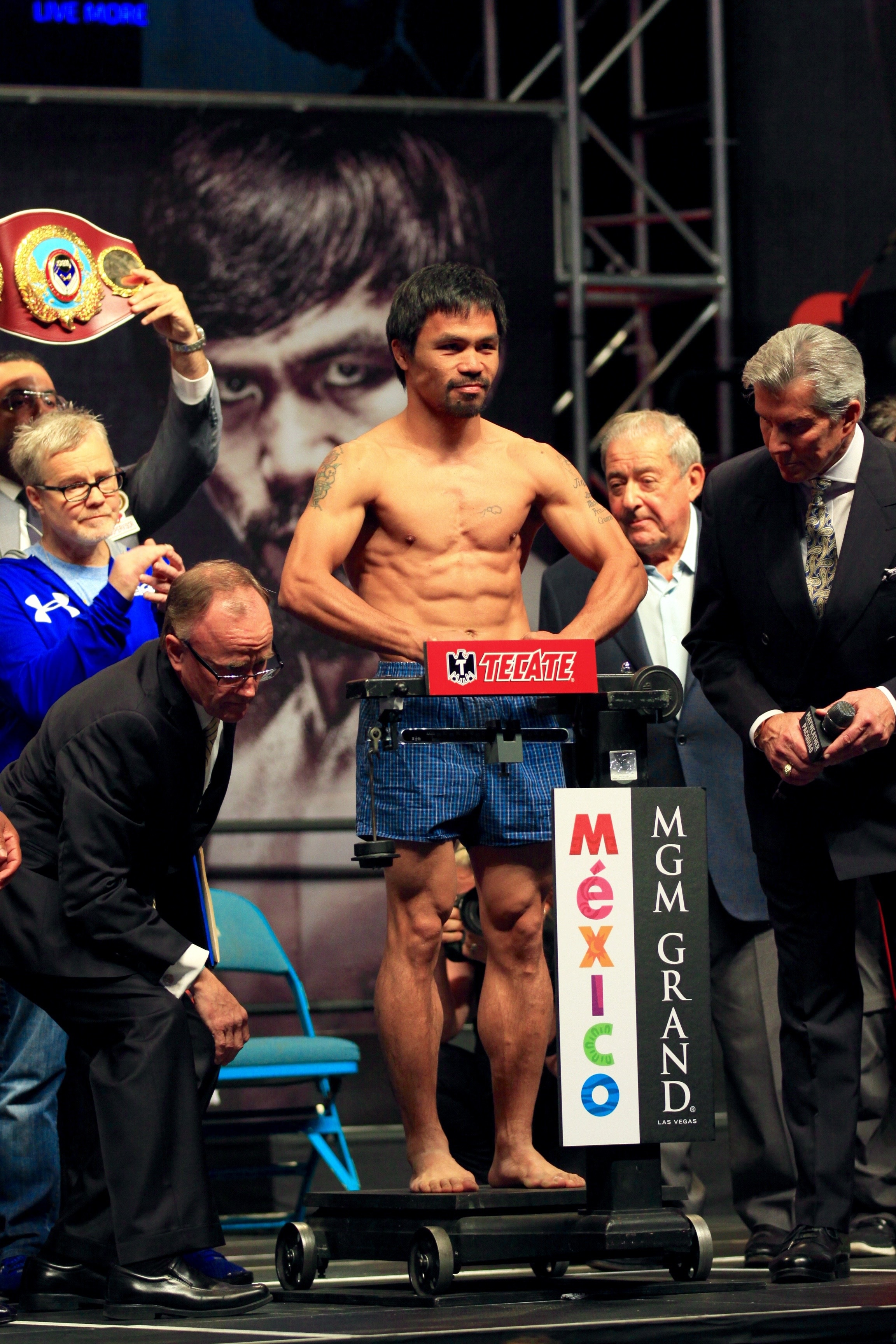
Менні Пак'яо вигравав чемпіонські титули у восьми різних вагових категоріях, більше, ніж будь-який інший боксер.

Вагові категорії — стандартизований діапазон ваги боксерів. Боксерські бої, як правило, плануються у певних вагових категоріях — вага кожного боксера не повинна перевищувати верхньої межі, вага боксера-любителя повинна, крім того, не опускатися нижче нижньої межі. Бій за звання чемпіона може відбуватися тільки в стандартних вагових категоріях.

## Зважування
Боксер, який перевищує ліміт ваги, може роздягнутися догола, щоб вкластися у вагу, якщо перевищення мінімальне; інакше, у професійному поєдинку, можна спробувати знову пізніше, як правило, після втрати ваги протягом цього часу шляхом зневоднення інтенсивними фізичними вправами в паровій кімнаті (сауна або баня). Якщо надмірна вага занадто велика, зусилля, витрачені на спробу "збити вагу", зроблять боксера непридатним до самого бою. У таких випадках бій може бути скасовано з санкціонуванням боксера з надмірною вагою, або бій може відбутися як нетитульний поєдинок у проміжній вазі.
Міжнародна федерація боксу (IBF) має унікальну політику зважування в титульних боях. Окрім того, що боксери повинні вкластися у вагу на офіційному зважуванні за день до бою, вони також зобов'язані пройти перевірку ваги вранці в день бою. Під час цього пізнішого зважування боєць не повинен важити більше ніж 10 фунтів (4,5 кг) понад ліміт ваги для бою. Якщо боксер пропускає ранкове зважування або не вкладається у вагу в цей час, бій все одно може відбутися, але титул IBF не буде розігруватися. У титульних боях у важкій вазі друге зважування все ще є обов'язковим, але оскільки в цій ваговій категорії немає верхньої межі, боксера можуть санкціонувати лише за неявку на зважування.
Боксер-любитель повинен вкластися у вагу на початковому зважуванні; можливості спробувати знову пізніше немає. Боксери, які не вкладаються у свою заявлену вагу, вибувають зі своїх поєдинків. Перед початком турніру проводиться "загальне зважування", а вранці кожного бою бійця – "щоденне зважування". На загальному зважуванні боєць повинен бути в межах верхньої та нижньої меж вагової категорії; на щоденному зважуванні контролюється лише верхня межа. Боєць, який не вклався у вагу на початковому зважуванні, може бути допущений до бою в іншій категорії, якщо в турнірі є вільне місце. На великих змаганнях, таких як бокс на Олімпійських іграх, існує обмеження – один боксер від країни в кожній ваговій категорії.

## Історія

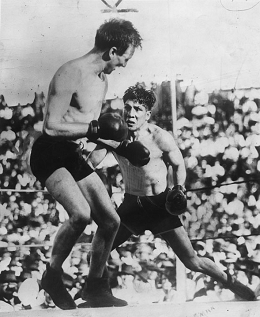
Боксерський поєдинок 1914 року між Фредді Велшем та Джо Ріверсом у Верноні, Каліфорнія

На початку дев'ятнадцятого століття стандартних вагових категорій не існувало. У 1823 році «Словник вульгарної мови» визначав ліміт для «легкої ваги» у 12 стоунів (168 фунтів, 76,2 кг), тоді як того ж року «Сленг спортсмена» вказував 11 стоунів (154 фунти, 69,9 кг) як межу.
Нерівність у розмірах була небезпечною для меншого боксера і незадовільною для глядачів. Національні та світові титули могли бути визнані лише після узгодження стандартних вагових категорій. Важливими наборами вагових категорій були ті, що були визначені в 1909 році Національним спортивним клубом Лондона, та ті, що містилися в Законі Вокера 1920 року, який заснував Атлетичну комісію штату Нью-Йорк (NYSAC).
Після розколу в 1960-х роках між Всесвітньою боксерською асоціацією (WBA) та Всесвітньою боксерською радою (WBC), категорії були звужені, що призвело до одночасного існування більшої кількості чемпіонів і полегшило бійцям перехід між різними ваговими категоріями. Серед професійних організацій назви нових категорій не стандартизовані між різними органами, хоча межі ваги є. 

## Вагові категорії у професійному боксі
- загальні категорії[10]:
важка, напівважка, середня, напівсередня, легка, напівлегка, легша, найлегша, мінімальна.
- між загальними категоріями є одна проміжна:
друга (підвищення від меншої) або перша (зменшення від більшої).
  - Наприклад: перша середня вага це те саме, що друга напівсередня.[джерело?]

| Максимальна вага            | Назва категорії         | WBA                 | WBC                 | IBF                  | WBO                  | BoxRec              | The Ring             |
| --------------------------- | ----------------------- | ------------------- | ------------------- | -------------------- | -------------------- | ------------------- | -------------------- |
| Понад 90,72 кг (200 фунтів) | Важка вага              | Heavyweight         | Heavyweight         | Heavyweight          | Heavyweight          | Heavyweight         | Heavyweight          |
| 101,61 кг (224 фунти)       | Бріджервейт             | Super cruiserweight | Bridgerweight       | –                    | –                    | –                   | –                    |
| 90,72 кг (200 фунтів)       | Перша важка вага        | Cruiserweight       | Cruiserweight       | Cruiserweight        | Junior heavyweight   | Cruiserweight       | Cruiserweight        |
| 79,38 кг (175 фунтів)       | Напівважка вага         | Light heavyweight   | Light heavyweight   | Light heavyweight    | Light heavyweight    | Light heavyweight   | Light heavyweight    |
| 76,2 кг (168 фунтів)        | Друга середня вага      | Super middleweight  | Super middleweight  | Super middleweight   | Super middleweight   | Super middleweight  | Super middleweight   |
| 72,57 кг (160 фунтів)       | Середня вага            | Middleweight        | Middleweight        | Middleweight         | Middleweight         | Middleweight        | Middleweight         |
| 69,85 кг (154 фунти)        | Перша середня вага      | Super welterweight  | Super welterweight  | Junior middleweight  | Junior middleweight  | Super welterweight  | Junior middleweight  |
| 66,68 кг (147 фунтів)       | Напівсередня вага       | Welterweight        | Welterweight        | Welterweight         | Welterweight         | Welterweight        | Welterweight         |
| 63,5 кг (140 фунтів)        | Перша напівсередня вага | Super lightweight   | Super lightweight   | Junior welterweight  | Junior welterweight  | Super lightweight   | Junior welterweight  |
| 61,23 кг (135 фунтів)       | Легка вага              | Lightweight         | Lightweight         | Lightweight          | Lightweight          | Lightweight         | Lightweight          |
| 58,97 кг (130 фунтів)       | Друга напівлегка вага   | Super featherweight | Super featherweight | Junior lightweight   | Junior lightweight   | Super featherweight | Junior lightweight   |
| 57,15 кг (126 фунтів)       | Напівлегка вага         | Featherweight       | Featherweight       | Featherweight        | Featherweight        | Featherweight       | Featherweight        |
| 55,34 кг (122 фунти)        | Друга легша вага        | Super bantamweight  | Super bantamweight  | Junior featherweight | Junior featherweight | Super bantamweight  | Junior featherweight |
| 53,52 кг (118 фунтів)       | Легша вага              | Bantamweight        | Bantamweight        | Bantamweight         | Bantamweight         | Bantamweight        | Bantamweight         |
| 52,16 кг (115 фунтів)       | Друга найлегша вага     | Super flyweight     | Super flyweight     | Junior bantamweight  | Junior bantamweight  | Super flyweight     | Junior bantamweight  |
| 50,8 кг (112 фунтів)        | Найлегша вага           | Flyweight           | Flyweight           | Flyweight            | Flyweight            | Flyweight           | Flyweight            |
| 48,99 кг (108 фунтів)       | Перша найлегша вага     | Light flyweight     | Light flyweight     | Junior flyweight     | Junior flyweight     | Light flyweight     | Junior flyweight     |
| 47,63 кг (105 фунтів)       | Мінімальна вага         | Minimumweight       | Strawweight         | Mini flyweight       | Mini flyweight       | Minimumweight       | Strawweight          |
| 46,27 кг (102 фунти)        | Перша мінімальна вага   | Light minimumweight | Atomweight          | Atomweight           | Atomweight           | –                   | –                    |

## Вагові категорії у любительському боксі
В аматорському боксі вагові категорії вимірюються в кілограмах.
Вагові категорії у любительському боксі також визначають максимальну вагу (яка така ж, як і мінімальна вага наступного вищого класу). З міркувань безпеки бійці не можуть битися з більшою вагою. Це також означало б, що навіть найважча вагова категорія має обмеження, хоча й нижню межу. Нижня межа для «важкої ваги» була встановлена в 1948 році на рівні 81 кг. Коли в 1984 році було встановлено новий ліміт у 91+ кг, назва «важка вага» залишилася за класом 81+ кг, а клас 91+ кг отримав назву «надважка вага», назва в даний час не використовується в професійному боксі.
Кількість вагових категорій і, відповідно, ваговий діапазон у любительському боксі час від часу змінюється. З 1 серпня 2021 року є такі категорії:
| Назва категорії         | Назва англійською  | Обмеження вагової категорії (кг/фунти) | Обмеження вагової категорії (кг/фунти) | Обмеження вагової категорії (кг/фунти) | Обмеження вагової категорії (кг/фунти) |
| Назва категорії         | Назва англійською  | Чоловіки                               | Жінки                                  | Юніори                                 |                                        |
| ----------------------- | ------------------ | -------------------------------------- | -------------------------------------- | -------------------------------------- | -------------------------------------- |
| Надважка вага           | Super heavyweight  | Немає обмежень                         | —                                      | —                                      |                                        |
| Важка вага              | Heavyweight        | 92 кг (202,8 фунти)                    | Немає обмежень                         | Немає обмежень                         |                                        |
| Перша важка вага        | Cruiserweight      | 86 кг (189,6 фунти)                    | —                                      | —                                      |                                        |
| Напівважка вага         | Light heavyweight  | 80 кг (176,4 фунти)                    | 81 кг (178,6 фунти)                    | 80 кг (176,4 фунти)                    |                                        |
| Середня вага            | Middleweight       | 75 кг (165,3 фунти)                    | 75 кг (165,3 фунти)                    | 75 кг (165,3 фунти)                    |                                        |
| Перша середня вага      | Light middleweight | 71 кг (156,5 фунти)                    | 70 kg (154,3 фунти)                    | 70 kg (154,3 фунти)                    |                                        |
| Напівсередня вага       | Welterweight       | 67 кг (147,7 фунти)                    | 66 кг (145,5 фунти)                    | 66 кг (145,5 фунти)                    |                                        |
| Перша напівсередня вага | Light welterweight | 63,5 кг (140,0 фунти)                  | 63 кг (138,9 фунти)                    | 63 кг (138,9 фунти)                    |                                        |
| Легка вага              | Lightweight        | 60 кг (132,3 фунти)                    | 60 кг (132,3 фунти)                    | 60 кг (132,3 фунти)                    |                                        |
| Напівлегка вага         | Featherweight      | 57 кг (125,7 фунти)                    | 57 кг (125,7 фунти)                    | 57 кг (125,7 фунти)                    |                                        |
| Легша вага              | Bantamweight       | 54 кг (119,0 фунти)                    | 54 кг (119,0 фунти)                    | 54 кг (119,0 фунти)                    |                                        |
| Друга найлегша вага     | Light Bantamweight | —                                      | —                                      | 52 кг (114,6 фунти)                    |                                        |
| Найлегша вага           | Flyweight          | 51 кг (112,4 фунти)                    | 52 кг (114,6 фунти)                    | 50 кг (110,2 фунти)                    |                                        |
| Перша найлегша вага     | Light flyweight    | —                                      | 50 кг (110,2 фунти)                    | 48 кг (105,8 фунти)                    |                                        |
| Мінімальна вага         | Minimumweight      | 46–48 кг (101,4–105,8 фунтів)          | 45–48 кг (99,2–105,8 фунтів)           | 44–46 кг (97,0–101,4 фунтів)           |                                        |